# القاعده در شبه‌قاره هند
القاعده در شبه قاره هند یا القاعده در شبه جزیره هند(به عربی: جماعة قاعدة الجهاد فی شبه القارة الهندیة). یک گروهک تروریستی اسلامگرای سنی از زیر شاخه‌های گروه القاعده است که در شبه جزیرهٔ هند فعالیت می‌کند و هدف آن مبارزه با دولت کشورهای حاضر در شبه قاره هند(بنگلادش، هند، پاکستان، بوتان، نپال، سریلانکا، برمه) و حکومت و ایجاد حکومت اسلامی در این کشورها است. همچنین این گروهک قبل از تشکیل مجدد خلافت طالبان (امارت اسلامی افغانستان) از سال ۲۰۲۱ از مبارزان و مخالفان دولت افغانستان بود.

## تشکیل
در سوم سپتامبر سال۲۰۱۴ ویدئویی ۵۵ دقیقه ای از ایمن الظواهری (رهبر پیشین القاعده)منتشر شد که در آن الظواهری از تشکیل شاخهٔ جدیدی از گروه القاعده در شبه قاره هند خبر می‌داد.
جزئیات این ویدئو به نقل از خبرگزاری آسوشیتد پرس:
((ایمن الظواهری، رهبر القاعدهدر این نوار ویدیوئی که به زبانی آمیخته از عربی و اردو سخن می‌گوید بار دیگر با ملا عمر رهبر طالبان افغانستان، اعلام بیعت کرده و گفته است که شاخه هندی القاعده، «پرچم جهاد» را در آسیای شرقی به اهتزاز درمی‌آورد. الظواهری از «امت» اسلامی خواسته است «در مقابل دشمنان به جنگ متوسل شوند تا سرزمین اسلامی را آزاد کنند، استقلال آن را بازیابند و خلافت اسلامی را احیا کنند».))
القاعده پیش‌تر در پاکستان فعال بوده است. شاخه این گروه در سال ۱۹۸۸ در پیشاور پاکستان تأسیس شد. در مناطق قبیله‌ای در مرز افغانستان و پاکستان، شناخته‌شده‌ترین پایگاه‌های القاعده قرار دارد. گروه‌های هم‌پیمان القاعده در پاکستان، «لشکر جنگوی» و «لشکر طیبه» هستند. شبکه حقانی و سایر گروه‌های طالبان پاکستان نیز از متحدان القاعده هستند. جنبش اسلامی ازبکستان هم مانند القاعده در مناطق مرزی پاکستان پناه گرفته است.

## اقدامات

### شورش در خیبر پختونخوا
شورش در خیبر پختونخوا که به عنوان جنگ در شمال غربی پاکستان یا جنگ پاکستان علیه تروریسم نیز شناخته می‌شود، یک درگیری مسلحانه مداوم است که پاکستان و گروه‌های شبه نظامی اسلام‌گرا مانند تحریک طالبان پاکستان، جندالله (پاکستان)، لشکر اسلام، تحریک نفاذ شریعت محمدی، القاعده و متحدان آن‌ها در مرکز آسیا مانند داعش خراسان، حزب حرکت اسلامی ازبکستان، جنبش اسلامی ترکستان شرقی، امارت قفقاز و دیگر عناصر جنایات سازمان یافته را درگیر می‌کند

## پیوند با بیرون
https://www.counterextremism.com/threat/al-qaeda-indian-subcontinent-aqis